# Тамаркіна Роза Володимирівна
Ро́за Володи́мирівна Тама́ркіна (23 березня 1920, Київ — 5 серпня 1950, Москва) — радянська піаністка і педагог.

## Життєпис
Роза Тамаркіна народилась 23 березня 1920 у Києві в родині робітників.
1928—1932 — навчання грі на фортепіано на дитячому відділенні Київської консерваторії (клас Надії Марківни Гольденберг, після 1930 — клас Євгена Михайловича Слівака).
1932—1935 — навчання в особливій дитячій групі при Московської консерваторії (клас Анни Артоболевської).
1935—1940 — навчання в Московської консерваторії (клас Олександра Гольденвейзера).
1941, 1943—1945 — навчання в аспірантурі Московської консерваторії (керівники О. Гольденвейзер та з 1943 — К. Ігумнов).
1937 — стала лауреатом III Міжнародного конкурсу піаністів ім. Шопена у Варшаві (2-а премія).
З 1937 гастролювала: Київ (1937), Одеса (1937), Львів (1939), Москва (1938, 1940, 1941, 1945, 1946, 1950), Ленінград (1939), Баку (1947), Вільнюс, Каунас, Краснодар (1941), Новосибірськ (1943), Свердловськ, Кисловодськ (1947), Варшава, Лодзь, Краків, Катовиці (1937). Володіла віртуозною технікою, артистичним темпераментом, художнім смаком, рідкісною пластикою.
1941—1950 — солістка Московської філармонії.
1946—1950 — викладач Московської консерваторії.
1940—1943 років була дружиною піаніста Еміля Гілельса.

## Репертуар
Репертуар піаністки складали твори Й. Баха, Л. Бетховена, Й. Брамса, К. Дебюссі, В. Моцарта, С. Прокоф'єва, О. Скрябіна, Ф. Шопена, Ф. Шуберта, Р. Шумана.